# Benjamin Borges
Benjamin Borges is een personage uit Goede tijden, slechte tijden, gespeeld door Winston Post. Hij speelde mee in de serie van het 10e tot en met het 15e seizoen.
Hij wordt aangenomen door Roos Alberts om als kapper te werken in haar Hairstudio. Benjamin en Roos beleven samen een kort avontuurtje, maar Roos is al snel klaar met hem. Ze koppelt Benjamin vervolgens aan haar beste vriendin, Anita Dendermonde. Benjamin en Anita worden verliefd en beginnen een relatie. Lang houdt ook deze relatie niet stand, want Benjamin blijkt sieraden te smokkelen in Anita's haar en probeert haar bovendien als prostituee te verhuren. Anita verbreekt de relatie en Benjamin gaat op zoek naar een ander slachtoffer.
Hij begint een korte affaire met Charlie Fischer en probeert haar naar het buitenland te lokken waar zij vervolgens als prostituee moet gaan werken. Charlies ouders en Rik de Jong weten dit nog net te voorkomen. Benjamin is daarna even klaar met zijn daden. Hij neemt een tijdlang zijn intrek bij Govert Harmsen, met wie hij geleidelijk aan een innige band ontwikkelt. Hij probeert op een andere manier geld te verdienen. Zo neemt hij samen met wat vrienden enkele opdrachtjes van Cleo de Wolf aan en met succes. Benjamin begint vervolgens intensief samen te werken met Cleo en haar "beste vriendin", Laura Selmhorst. Vervolgens blijft Benjamin hangen rondom Laura en wanneer Laura illegale vluchtelingen in huis neemt wil Benjamin helpen, vooral omwille van zijn vriendin Bébé, een van de vluchtelingen. Uiteindelijk worden Bébé en haar familie toch opgepakt en het land uit gezet. Benjamin is een tijdlang ontroostbaar, maar wanneer Bébé later op de stoep staat vertelt zij dat zij tegenwoordig in Zweden woont. Vervolgens besluit Benjamin om zijn spullen te pakken en samen met Bébé te vertrekken naar Zweden.
Na enkele weken keert Benjamin toch weer terug; zijn relatie met Bébé hield toch geen stand en hij heeft de cafetaria van zijn overleden vader geërfd. Hier ontmoet Benjamin Daantje Mus. Benjamin is op slag verliefd, maar zij heeft al een relatie met Stefano Sanders. Uiteindelijk weet Benjamin Daantje toch voor zich te winnen, want Daantje breekt met Stefano om er met Benjamin ervandoor te gaan. Vervolgens overkomt Benjamin hetzelfde, wanneer Daantje kiest voor Dennis Tuinman. Lang treurt Benjamin niet, want hij ontmoet Pascale Berings. Hoewel Pascale nog een vriend heeft, Ray Groenoord, probeert Benjamin haar aandacht te trekken. Al gauw komt Benjamin erachter dat Pascale mishandeld wordt en hij weet haar vervolgens te laten breken met Ray. Benjamin wordt Pascales steun en toeverlaat en ze beginnen een relatie. Om hun geluk te vieren gaan ze op vakantie naar Egypte, maar ze weten echter niet dat ook Ray hen achterna is gevlogen om Pascale terug te winnen. Ray en Benjamin vallen vechtend van een klif af en belanden in een graftombe. Als niemand hen terug kan vinden gaat iedereen ervan uit dat ze beiden zijn overleden. Benjamin en Ray worden wekenlang aan hun lot overgelaten en denken dat ze in de graftombe zullen overlijden. In de tombe worden de twee beste vrienden en wanneer ze worden gered houdt hun vriendschap stand, iets waar Pascale het moeilijk mee heeft. Na Benjamins terugkomst blijven Pascale en hij bij elkaar, maar wanneer beiden tot de conclusie komen dat ze zijn veranderd zetten ze een punt achter hun relatie.
Wanneer zij hem vertelt dat ze verliefde gevoelens heeft voor Dennis, een van zijn beste vrienden, beleeft hij een déjà vu. Eerder 'pakte' Dennis ook al Daantje van hem af. Dennis drukt hem echter op het hart dat hij niets voor Pascale voelt en Benjamin gelooft hem. Hij voelt zich echter enorm bedrogen als hij er op pijnlijke wijze achter komt dat de twee toch verliefd op elkaar zijn. Maar dan slaat het noodlot toe: Pascale wordt dood gevonden in Scala. Ze blijkt vermoord te zijn. Benjamin is behoorlijk overstuur als hij merkt dat ze dood is door toedoen van zijn zwakzinnige halfbroer Robin, voor wie Benjamin al enige tijd zorgt. Aan vrouwen denkt hij even niet meer: Benjamin wil tot rust komen en gaat er een tijdje tussenuit. 
Eenmaal terug in Meerdijk neemt hij afscheid van zijn beste vrienden, want Benjamin heeft besloten zelfmoord te plegen. Dennis heeft dit door en besluit enkele bekenden van Benjamin uit te nodigen om hem van dit idiote plan af halen. Uiteindelijk weten ze die avond Benjamin te overtuigen om dit plan uit zijn hoofd te zetten, maar dan slaat het noodlot toe. Tijdens het "gezellige" avondje breekt er brand uit in Scala. Benjamin zit samen met Laura, Barbara, Charlie, Dennis, Govert, Sjors, Robin, Nick, Milan en Morris vast op de eerste verdieping van Scala. Benjamin helpt iedereen in veiligheid te brengen en wanneer hij geluid hoort uit de kelder gaat hij kijken wie daar zijn. In de kelder vindt hij Isabella Kortenaer en Yasmin Fuentes. Benjamin helpt de twee dames uit de kelder te ontsnappen en gaat vervolgens terug om te kijken of er nog meer mensen zitten. Als Benjamin even niet goed oplet valt er een brandende kast op hem, waarna hij ter plekke overlijdt.
Benjamins geest dwaalt vervolgens nog enige tijd rond in Meerdijk en Dorothea Grantsaan ziet hem. Dorothea denkt dat het een grapje is, maar als ze merkt dat niemand hem verder ziet gelooft zij hem. Benjamin komt erachter dat Govert Harmsen een tumor heeft en probeert er via Dorothea voor te zorgen dat Govert zich laat opereren. Uiteindelijk besluit Govert dit inderdaad te doen en kan Benjamin rusten.
Relaties
- Roos Alberts
(affaire; 2000)
- Anita Dendermonde
(relatie; 2000)
- Charlie Fischer
(relatie; 2000)
- Bébé "Onbekend"
(verloofd; 2001)
- Daantje Mus
(relatie; 2001–02)
- Pascale Berings
(relatie; 2003–04)